# (463985) 2014 WU47
(463985) 2014 WU47 es un asteroide perteneciente al cinturón de asteroides, descubierto el 31 de enero de 2006 por el equipo Spacewatch desde el Observatorio Nacional de Kitt Peak (Arizona, Estados Unidos).